# Brus (Serbien)
Brus (serbisch-kyrillisch Брус) ist eine Stadt in Zentralserbien mit etwa 4.600 Einwohnern.
Die Stadt ist Verwaltungssitz der Opština Brus. Sie grenzt an die Berggruppe Kopaonik, ist als Luftkurort bekannt und liegt auf einer Höhe von 843 m über dem Meer.

## Söhne und Töchter der Stadt
- Tanasije Kuvalja, Radler
- Gordan Nikolitch, Musikant
- Nemanja Milisavljević (* 1984), serbischer Fußballspieler